# Rhynchoribates mirus
Rhynchoribates mirus är en kvalsterart som beskrevs av Beck 1961. Rhynchoribates mirus ingår i släktet Rhynchoribates och familjen Rhynchoribatidae. Inga underarter finns listade i Catalogue of Life.